# Mohammed Al-Amri
Mohammed Al-Amri (tiếng Ả Rập: محمد العمري) (sinh ngày 26 tháng 11 năm 1991) là một cầu thủ bóng đá người Ả Rập Saudi chơi ở vị trí hậu vệ trái cho team Al-Raed trong Liên đoàn chuyên nghiệp Saudi.

## Liên kết ngoại
- Mohammed Al-Amri tại Soccerway